# Jon-Lars
Jon-Lars là một nhà nông thôn nằm ở Alfta trong đô thị Ovanåker, Hälsingland, Thụy Điển. Đây là một trong bảy nhà nông thôn được trang hoàng ở Hälsingland được UNESCO công nhận là Di sản thế giới từ năm 2012. Nó cũng nằm trong danh sách các tòa nhà được liệt kê ở Thụy Điển như là một di tích lịch sử văn hóa từ năm 1994.

## Lịch sử
Nhà nông thôn Jon-Lars thuộc sở hữu của một gia đình từ thế kỷ 17. Sau một vụ hỏa hoạn vào năm 1851, nó đã được xây dựng lại hoàn toàn bởi hai anh em Anders và Olof Andersson. Tòa nhà chính có mười tám phòng và hơn năm mươi cửa sổ, được hoàn thành vào năm 1857.
Jon-Lars được thiết kế để phù hợp với gia đình của hai anh em. Hai nhà riêng biệt chung một phòng tiếp khách. Nó đã trải qua quá trình cải tạo và hiện đại hóa gần đây nhất từ năm 1979-1980, tuy nhiên, các tòa nhà vẫn còn nguyên vẹn.